# Duruitoarea Nouă, Rîșcani
Duruitoarea Nouă este satul de reședință al comunei cu același nume  din raionul Rîșcani, Republica Moldova.

## Demografie

### Structura etnică
Structura etnică a satului conform recensământului populației din 2004:
| Grup etnic         | Populație | % Procentaj |
| ------------------ | --------- | ----------- |
| Moldoveni / Români | 612       | 67,11%      |
| Ucraineni          | 280       | 30,7%       |
| Ruși               | 19        | 2,08%       |
| Alții              | 1         | 0,11%       |
| Total              | 912       | 100%        |